# Silická Brezová
Silická Brezová est un village de Slovaquie situé dans la région de Košice.

## Histoire
La première mention écrite du village remonte à 1399.
La localité fut annexée par la Hongrie après le premier arbitrage de Vienne le 2 novembre 1938. En 1938, on comptait 415 habitants. Elle faisait partie du district de Rožňava (hongrois : Rozsnyói járás). Le nom de la localité avant la Seconde Guerre mondiale était Borzová. Durant la période 1938 - 1945, le nom hongrois Szádvárborsa était d'usage. À la libération, la commune a été réintégrée dans la Tchécoslovaquie reconstituée.

## Démographie

### Évolution de la population
| Année:               | 1994. | 2004.   | 2014.    | 2024.    |
| -------------------- | ----- | ------- | -------- | -------- |
| Nombre de personnes: | 210   | 193     | 159      | 130      |
| Différence:          |       | -8,09 % | -17,61 % | -18,23 % |

| Année:               | 2023. | 2024. |
| -------------------- | ----- | ----- |
| Nombre de personnes: | 130   | 130   |
| Différence:          |       | +0 %  |